# سالواتوره امیرانته
سالواتوره امیرانته (انگلیسی: Salvatore Amirante؛ زادهٔ ۲۴ ژوئن ۱۹۸۴) بازیکن فوتبال اهل ایتالیا است.
از باشگاه‌هایی که در آن بازی کرده‌است می‌توان به باشگاه فوتبال پادوا، باشگاه فوتبال سمپدوریا، و باشگاه فوتبال کارل زایس ینا اشاره کرد.